# Ельміра Бєлялова
Бєлялова Ельміра (нар. 5 липня 1958, Узбекистан) – кримськотатарська майстриня народної творчості (декоративно-ужиткового мистецтва), професійна вишивальниця, інженерка-технологиня швейного виробництва. Членкиня Євпаторійської міської артелі майстрів.
З 1996 року в Криму займалася відродженням національного костюма, вишивкою золотими та срібними нитками (золоте шиття киримли). Учасниця багатьох виставок та фестивалів, неодноразово нагороджена за творчу та педагогічну діяльність, за внесок в розвиток туризму та за збереження рідної мови і традицій киримли, провідна вишивальниця міста Євпаторія.

## Освіта і творчість
1979 році закінчила технікум побутового обслуговування в м. Фергана (Узбекистан) та здобула спеціальність техніка швейного виробництва. З 1979 року почала працювати інженеркою швейного виробництва в місті Самарканд (Узбекистан). В 1995 році переїхала в м. Євпаторію, Крим, Україна. Традиційні техніки кримськотатарської вишивки вивчала в учениці Зулейхи Бекірової, а також по відеоматеріалам Бекірової. 
З 1999 року почала працювати керівницею дитячого гуртка «Технологія пошиття національного костюму» м. Євпаторія. 
У 2002 році взяла участь у тренінгу-семінарі «Народні промисли Криму – інтеграція в бізнес». У 2003 році почала працювати викладачкою вишивання в Кримському державному аграрному навчально-консультаційному центрі. 2006 рік - викладачка вишивання в Міжобласному центрі професійної реабілітації людей з інвалідністю. Завдяки Ельмірі Бєляловій та її доньці Ельвірі Дроздовій (до шлюбу Меметшаєвій) багато учениць та учнів освоїли техніку вишивки кримських татар не тільки в Криму, а і в різних регіонах України.
У 2009 рік закінчила Кримський інженерно-педагогічний університет (Україна), здобула спеціальність «Професійне навчання. Моделювання, конструювання та технологія швейних виробів» за спеціальністю інженер-педагог.

## Виставки та відзнаки
Брала участь у багатьох конкурсах, виставках та фестивалях, як самостійно, так і разом зі своїми учнями:
- 2002 Виставка «Національна вишивка кримських татар та костюми народів Криму». (Євпаторія, Україна);
- 2004 1-й Міжнародний фестиваль кримськотатарської та тюркської культури «Дервіза-гезлев капуси» (м. Євпаторія, Україна), а також у наступні роки: з 2005 по 2013 рр.
- 2005 Виставка «Золоті письмена Криму» (м. Саки (Крим), Україна) та виставка «День пам'яті» (Євпаторія, Україна);

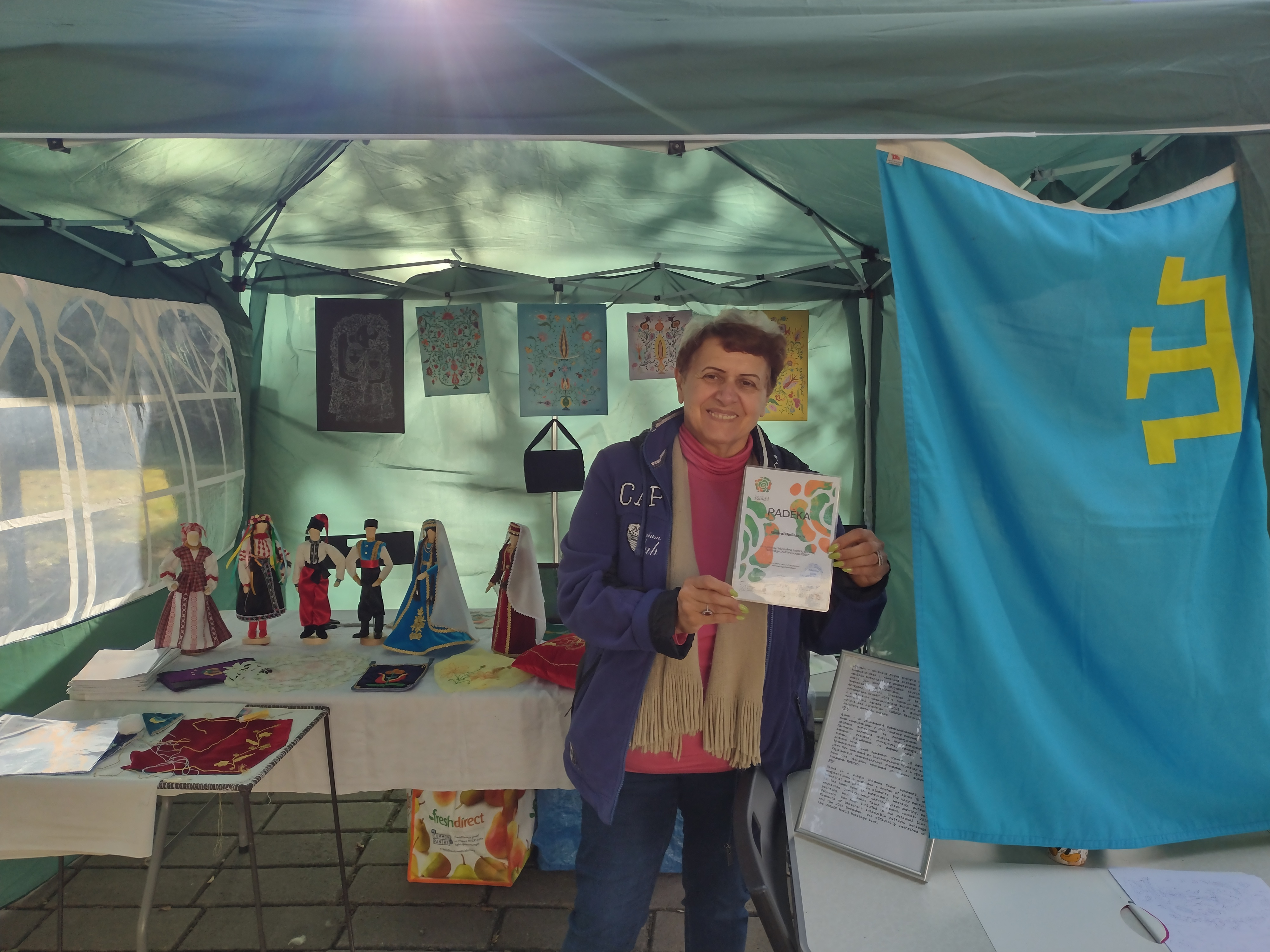
Виставка в Каунасі, 2022

- Виставка в Каунасі, 20222006 ІІІ Всеукраїнська виставка-конкурс "Вишивка. Авторське рукоділля" (Київ, Україна);
- 2006, 2007, 2008 роки I, II та III національний фестиваль народного мистецтва «Місто майстрів» (м. Євпаторія (Крим), Україна);
- 2007 Лауреатка премії «Громадське визнання» м. Євпаторія в номінації «Золоті руки»;
- 2009 Вдячність за розвиток і збереження рідної мови та культури;
- 2011 Лауреатка премії у Всеукраїнському виставковому фестивалі «Обдаровані діти України»;
- 2011 Проведення заходів «Літні вечори на Караїмській»;
- 2012 Подяка від мера Євпаторії за внесок у розвиток туристичної галузі;
- 2013 Участь у проєкті «Світова скатертина»;
- 2018 і 2020 Організувала дві художні виставки у Львові (Україна);
- 2022 Провела дві персональні виставки "Традіційні костюми народів у Литві" в м. Каунас, Литва.
- 2023 У лютому відкрила персональну виставку в Литовському музеї освіти.